# Louis Casterman
Pour les articles homonymes, voir Casterman (homonymie).
Louis Eugène Henri Josué Donat Casterman, né le 12 février 1893 à Tournai (province de Hainaut) et mort le 15 août 1981 dans la même ville, est le directeur des Éditions Casterman de 1919 à 1972. Louis-Robert Casterman et Jean-Paul Casterman sont ses deux fils.

## Biographie
Louis Eugène Henri Josué Donat Casterman naît le 12 février 1893 à Tournai.
Avec son frère Gérard et son cousin Henri, il gère l'imprimerie familiale Casterman dont il est le directeur de 1919 à 1972.
En politique, il est également bourgmestre de Tournai de 1940 à 1944 puis il est conseiller communal et il reprend la fonction de premier magistrat de la ville de 1959 à 1968.
Il meurt le 15 août 1981 à Tournai, à l'âge 88 ans. Il est inhumé au cimetière du Sud de cette même ville.

## Postérité
Une médaille en cuivre à son effigie est frappée après guerre.

#### Livres
: document utilisé comme source pour la rédaction de cet article.
- Marcel Wilmet, Tintin noir sur blanc, Casterman, 2004, 124 p., ill. ; 22,5 cm (ISBN 9782203017153 et 2203017155, OCLC 1050033345, présentation en ligne), p. 68, 107, 120,Casterman lire sur Google Livres.

#### Articles
- Géry Eykerman, « Casterman Tournai : une véritable bible des années Tintin à Tardi », L'Avenir,‎ 4 décembre 2022 (lire en ligne , consulté le 15 décembre 2023).